# نيلسون أ. كيلوغ
نيلسون أ. كيلوغ (بالإنجليزية: Nelson A. Kellogg)‏ هو منافس ألعاب قوى أمريكي، ولد في 30 يناير 1881 في ريتشفورد في الولايات المتحدة، وتوفي في 23 نوفمبر 1945 في سنترال ليك في الولايات المتحدة.